# Halina Komar
Halina Komar (ur. 18 października 1937 w Nowej Wilejce, zm. 14 lutego 2023 w Nowym Sączu) – polska esperantystka. 

## Życiorys
Ukończyła studia ekonomiczne. Była specjalistką od zarządzania w turystyce. W Nowym Sączu prowadziła własne biuro podróży. W 2004 przeszła na emeryturę. W 2007 roku po przeniesieniu siedziby Zarządu Głównego Polskiego Związku Esperantystów z Gliwic do Nowego Sącza została przewodniczącą Polskiego Związku Esperantystów. Funkcję ta sprawowała do 2011 roku.

## Nagrody i odznaczenia
- laureatka Małopolskiego Plebiscytu „Poza stereotypem” – Senior Roku 2008 w kategorii działalność regionalna i ponadregionalna[1][5]
- laureatka konkursu TVP Kraków „Aktywni 50+” (2012)[6]
- wpis na międzynarodową listę 100 wybitnych edukatorów języka esperanto[1]
- Złoty Krzyż Zasługi (2017)[1]
- „Tarcza herbowa – zasłużony dla Miasta Nowego Sącza” (2017)[7]